# Gueures
Gueures is een gemeente in het Franse departement Seine-Maritime (regio Normandië) en telt 530 inwoners (1999). De plaats maakt deel uit van het arrondissement Dieppe.

## Geografie
De oppervlakte van Gueures bedraagt 6,1 km², de bevolkingsdichtheid is 86,9 inwoners per km².
De onderstaande kaart toont de ligging van Gueures met de belangrijkste infrastructuur en aangrenzende gemeenten.

## Demografie
Onderstaande figuur toont het verloop van het inwonertal (bron: INSEE-tellingen).